# Nuevo Centro (Andorra)
El Nuevo Centro (en catalán: Nou Centre, NC) fue un partido político democristiano y conservador de Andorra. El partido fue fundado en 2005 como una fusión entre el Partido de Centro Democrático y del partido Siglo 21 después de haber estado en una misma alianza electoral desde 2001. Para las Elecciones parlamentarias de Andorra de 2009, el partido se unió a la Coalición Reformista de derechas, que obtuvo 11 escaños en el Consejo General de Andorra.

## Resultados electorales

### Consejo General
| Elecciones | Candidato             | Votos | %     | Escaños | +/–   | Posición | Gobierno                                        |
| ---------- | --------------------- | ----- | ----- | ------- | ----- | -------- | ----------------------------------------------- |
| 2009       | Joan Gabriel i Estany | 4747  | 32,34 | 11/28   | Nuevo | 2.ª      | Oposición como parte de la Coalición Reformista |